# A Serious Man
A Serious Man er en amerikansk film fra 2009 instrueret, produceret og skrevet af Joel og Ethan Coen. Filmen foregår i 1960'erne og er baseret på Coen-brødrenes egne barndomsoplevelser i det jødisk-amerikanske miljø i Minnesota.

## Medvirkende
- Michael Stuhlbarg som Larry Gopnik
- Richard Kind som Arthur Gopnik
- Sari Wagner Lennick som Judith Gopnik
- Fred Melamed som Sy Ableman
- Aaron Wolff som Danny Gopnik
- Jessica McManus som Sarah Gopnik
- Adam Arkin som Don Milgram
- George Wyner som rabbiner Nachter
- Amy Landecker som Mrs. Samsky
- Katherine Borowitz som Mimi Nudell
- Fyvush Finkel som Reb Groshkover/Dybbuk?
- Simon Helberg som Rabbi Scott Ginzler
- Andrew S. Lentz som Mark Sallerson
- Jack Swiler som Howard Altar
- Tim Harlan-Marks som den hebræiske skolebuschauffør
- Benjy Portnoe som Ronnie Nudell
- Brent Braunschweig som Mitch Brandt
- Ari Hoptman som Arlen Finkle
- Michael Lerner som Solomon Schlutz
- David Kang som Clive
- Steve Park som Clives far

## Modtagelse
A Serious Man har generelt fået en god modtagelse. På Rotten Tomatoes er konsensus: "Blending dark humor with profoundly personal themes, the Coen brothers deliver what might be their most mature -- if not their best -- film to date", med en friskhedsprocent på 85%.

### Priser og nomineringer
- Gotham Awards (uddelt 2009)
  - Best Ensemble Cast (Michael Stuhlbarg, Richard Kind og Fred Melamed), nomineret
  - Best Film (Joel og Ethan Coen), nomineret